# Episodi di Streghe (serie televisiva 2018) (seconda stagione)
La seconda stagione della serie televisiva Streghe, composta da 19 episodi, è stata trasmessa in prima visione negli Stati Uniti sull'emittente televisiva The CW dall'11 ottobre 2019 fino al 1º maggio 2020. Da questa stagione il produttore esecutivo, Carter Covington, è stato sostituito con il duo marito-moglie, Liz Kruger e Craig Shapiro come nuovi showrunner. Lo spettacolo cambierebbe anche direzione per concentrarsi maggiormente sul genere soprannaturale rispetto alle dinamiche familiari, assumendo anche un tono ancora più dark.
Le riprese della seconda stagione sono state sospese dal 13 marzo 2020 a titolo preventivo, a causa della pandemia COVID-19. La produzione è arrivata a registrare 19 episodi sui 22 prefissati, pertanto l'arco narrativo della stagione viene concluso nei primi episodi della terza, in onda da fine gennaio 2021.
In Italia è andata in onda dal 20 ottobre al 13 novembre 2020, in prima visione su Rai 2.
| n° | Titolo originale                         | Titolo italiano                         | Prima TV USA     | Prima TV Italia  |
| -- | ---------------------------------------- | --------------------------------------- | ---------------- | ---------------- |
| 1  | Safe Space                               | Rifugio                                 | 11 ottobre 2019  | 20 ottobre 2020  |
| 2  | Things To Do In Seattle When You're Dead | Cosa fare a Seattle quando sei morto    | 18 ottobre 2019  | 21 ottobre 2020  |
| 3  | Careful What You Witch For               | Il piano astrale                        | 25 ottobre 2019  | 22 ottobre 2020  |
| 4  | Deconstructing Harry                     | Harry a metà                            | 1º novembre 2019 | 23 ottobre 2020  |
| 5  | The Truth About Kat And Dogs             | I tre desideri                          | 8 novembre 2019  | 26 ottobre 2020  |
| 6  | When Sparks Fly                          | Quando volano scintille                 | 15 novembre 2019 | 27 ottobre 2020  |
| 7  | Past Is Present                          | Il passato è il presente                | 22 novembre 2019 | 28 ottobre 2020  |
| 8  | The Rules Of Engagement                  | Le regole del fidanzamento              | 6 dicembre 2019  | 29 ottobre 2020  |
| 9  | Guess Who's Coming To SafeSpace Seattle  | Indovina chi viene al SafeSpace Seattle | 17 gennaio 2020  | 30 ottobre 2020  |
| 10 | Curse Words                              | La maledizione                          | 24 gennaio 2020  | 2 novembre 2020  |
| 11 | Dance Like No One Is Witching            | Le caramelle stregate                   | 31 gennaio 2020  | 3 novembre 2020  |
| 12 | Needs To Know                            | Bisogno di sapere                       | 7 febbraio 2020  | 4 novembre 2020  |
| 13 | Breaking The Cycle                       | Spezzare il ciclo                       | 21 febbraio 2020 | 5 novembre 2020  |
| 14 | Sudden Death                             | Meccanica quantistica                   | 28 febbraio 2020 | 6 novembre 2020  |
| 15 | Third Time's The Charm                   | Tre è il numero perfetto                | 27 marzo 2020    | 9 novembre 2020  |
| 16 | The Enemy Of My Frenemy                  | Relazioni diplomatiche                  | 3 aprile 2020    | 10 novembre 2020 |
| 17 | Search Party                             | Squadra di soccorso                     | 10 aprile 2020   | 11 novembre 2020 |
| 18 | Don'T Look Back In Anger                 | Non guardare al passato con rabbia      | 17 aprile 2020   | 12 novembre 2020 |
| 19 | Unsafe Space                             | Unsafe Space                            | 1º maggio 2020   | 13 novembre 2020 |